# Bostrychoceras
Bostrychoceras – rodzaj głowonogów z wymarłej podgromady amonitów, z rodziny Baculitidae.
Żył w okresie późnej kredy (cenoman – mastrycht). Jego skamieniałości są znajdywane w Europie oraz w Ameryce Północnej.